# Baltele Gurahonț
Baltele Gurahonț este o arie protejată de interes național ce corespunde categoriei a IV-a IUCN (rezervație naturală de tip botanic), situată în județul Arad, pe teritoriul administrativ al comunei Gurahonț.

## Descriere

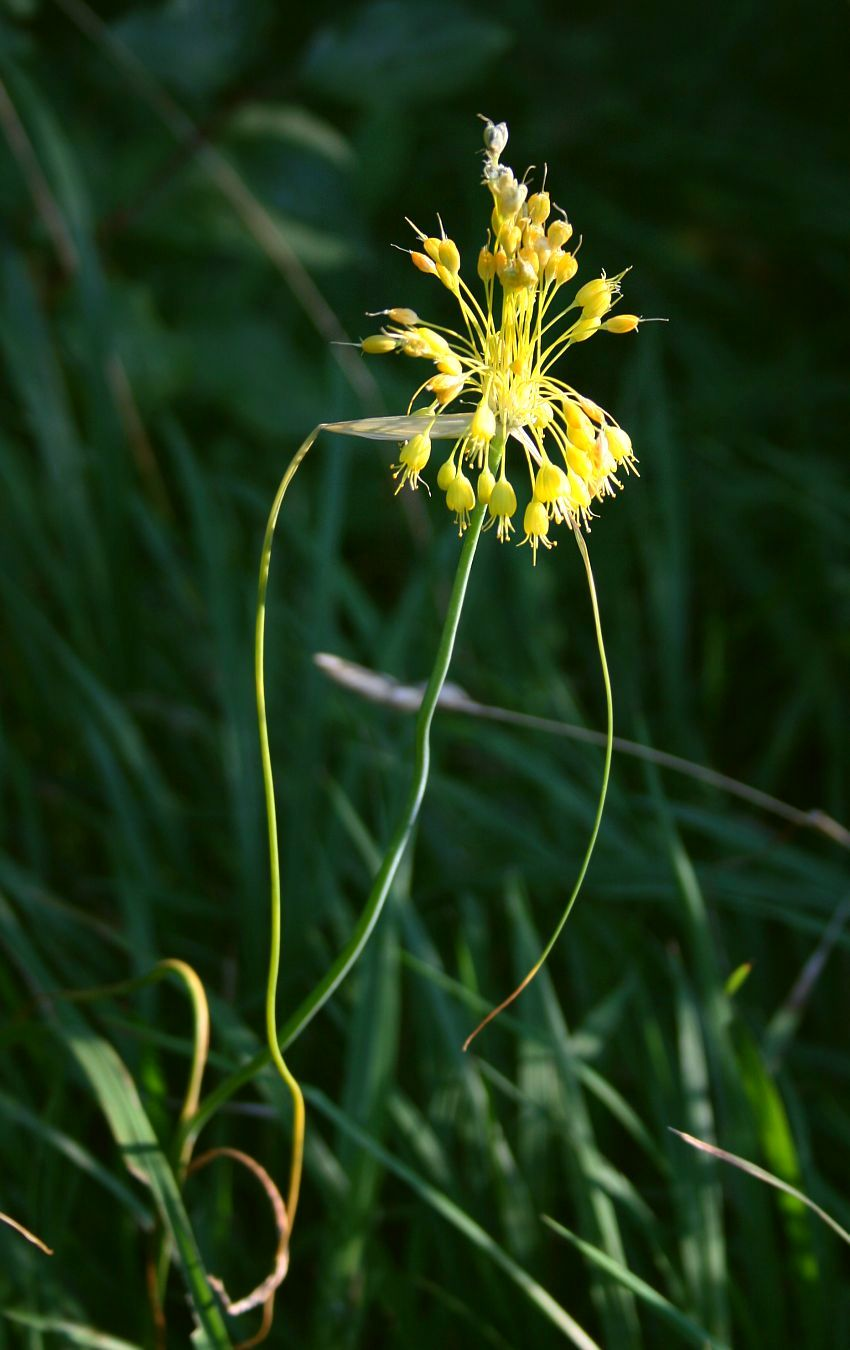
Usturoi sălbatic (Allium flavum)

Rezervația naturală aflată în apropierea drumului național DN79A, în partea estică a satului Gurahonț, pe versantul sud-estic al „Dealului Baltele”, are o suprafață de 2 ha, și reprezintă o zonă de protecție pentru specia floristică rară de Centaurea simonkaiana, alături de care mai sunt întâlnite și alte elemente ierboase, printre care o specie de usturoi sălbatic (Allium flavum), garoafa de câmp (Dianthus carthusianorum), prunella (din specia Prunella laciniata), etc.

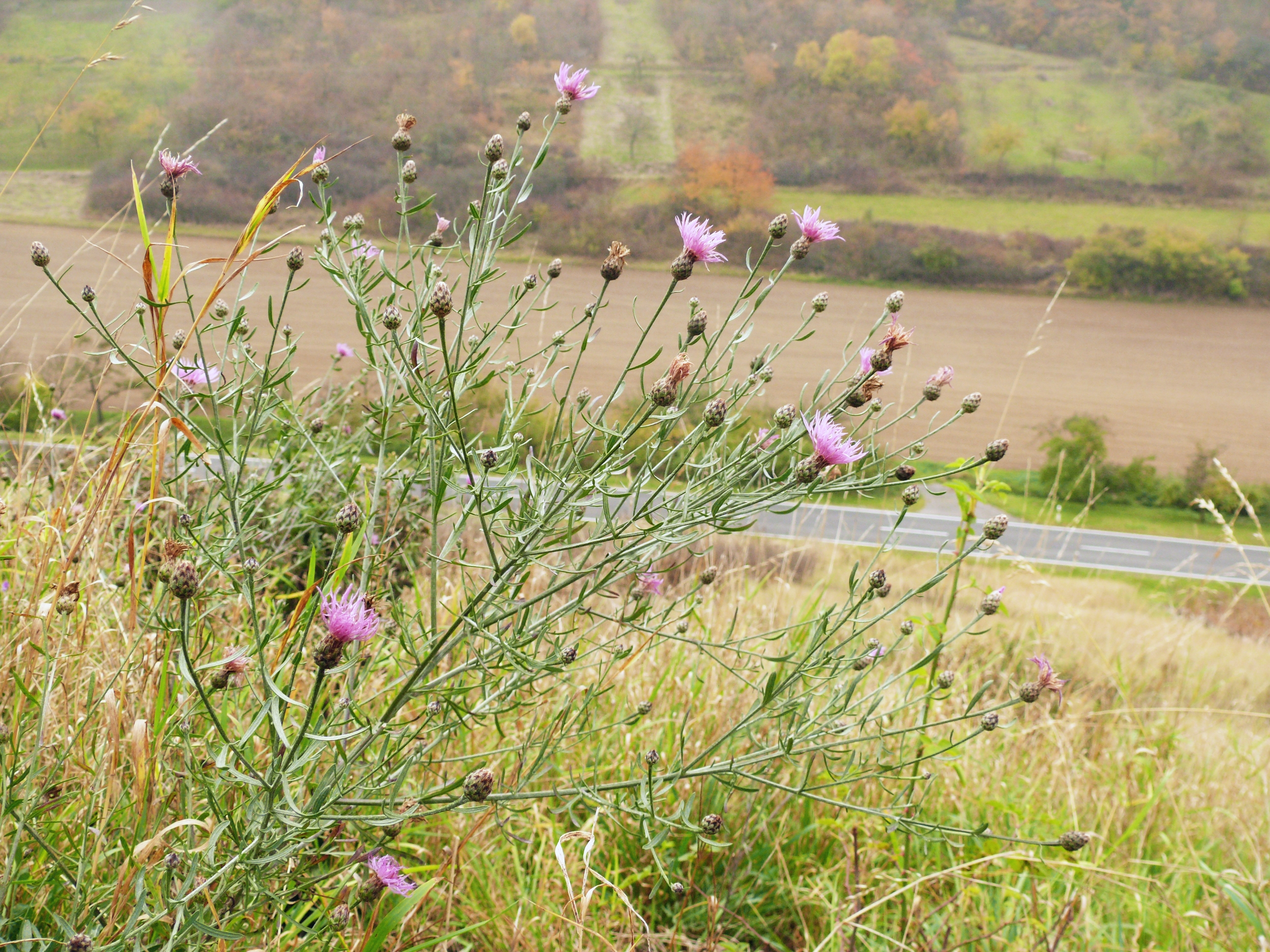
Centaurea stoebe